# H2O: Mermaid Adventures
H2O: Остров русалок (англ. H2O: Mermaid Adventures)  — франко-немецко-китайско-американский анимационный сериал, основанный на сериале «H2O: Просто добавь воды» от Джонатана Шиффа. Сериал производства Les Cartooneurs Associés из Франции, Fantasia Animation из Китая, ZDF Enterprises и ZDF German Television Network из Германии и Netflix из США был спродюсирован Денисом Оливьери и срежиссирован Тянь Сяо Чжаном. Релиз первого сезона, состоящего из тринадцати серий, состоялся на Netflix 22 мая 2015 года.

## Сюжет
На живописном, тропическом острове под названием Мако расположилась небольшая деревушка. Эмма, Клео и Рикки являются его местными жителями. Эти девочки отличаются своими добродушными, любознательными и непоседливыми натурами, поэтому они давно между собой дружат и проводят все свободное время вместе. При этом главным их занятием является исследование родного острова, поэтому они каждый день совершают небольшое путешествие по его территории, постоянно углубляясь в него и пытаясь добраться до его самых укромных уголков. Вот только подруги и представить не могли, что их любопытство приведет к настоящему волшебству, в ходе которого девочки превратились в очаровательных русалок.
Теперь Клео, Эмму и Рикки ждут удивительные и незабываемые приключения. Ведь трансформация в русалок подарила им уникальную возможность погрузиться под воду и отыскать там поразительный подводный мир, где находится много нового и неизведанного, чем собственно и занялись девочки после того, как немного привыкли к своей новой части тела – рыбьему хвосту. Там подружки смогли оценить все подводные красоты и найти много новых друзей. Вот только девочки еще не знали, что превратились в русалок не просто так. Ведь их миссия заключается не в знакомстве с подводным миром, а в его спасении от надвигающейся опасности.

## Персонажи

### Главные персонажи
- Рикки Чадвик (англ. Rikki Chadwick) - язвительная и эгоистичная девушка, любит экстрим. Лучшая подруга Эммы и Клео. Став русалкой, Рикки получила способность кипятить воду.
- Эмма Гилберт (англ. Emma Gilbert) - более благоразумная и ответственная среди её друзей, бывшая синхронистка. Став русалкой, Эмма приобрела способность замораживать воду.
- Клео Сэртори (англ. Cleo Sertori) - застенчивая девушка, которая очень заинтересована в изучении морской биологии. Став русалкой, Клео получила возможность управлять водой.
- Льюис Маккартни (англ. Lewis McCartney)  - технически подкованный молодой человек, который является близким другом девушек и влюблен в Клео. Он помогает девушкам в их приключениях: от отвлечения внимания до технической поддержки.
- Берни (англ. Bernie the Hermit Crab)  - краб-отшельник, который был спасен Клео в первом эпизоде. После того, как девушки стали русалками, Берни может поговорить с ними и регулярно призывает девушек, чтобы помочь ему, когда есть проблемы в океане.

### Второстепенные персонажи
- Зейн Беннет (англ. Zane Bennett) - смутьян (временами) и имеет шаткий любовный роман с Рикки.
- Мириам Кент (англ. Miriam Kent) - избалованная дочь мэра Дельфин-Сити, которая доставляет неприятности девушкам.
- Банда "Вандал" (англ. The "Vandal Gang") - группа нарушителей спокойствия: Муррей - муреновый угорь, Дэнни - осьминог и Берк - акула-молот. Они, как правило, вызывают проблемы для обитателей в районе залива.

## Список эпизодов

### Первый сезон
1. «Секрет острова Мако» — 22 мая 2015 года
2. «Пойманная в сети» — 22 мая 2015 года
3. «Белая русалка» — 22 мая 2015 года
4. «Бурная вечеринка» — 22 мая 2015 года
5. «Отель 'Остров Мако'» — 22 мая 2015 года
6. «Таинственные морские водоросли» — 22 мая 2015 года
7. «В мешке!» — 22 мая 2015 года
8. «Треугольник Дельфин-Сити» — 22 мая 2015 года
9. «Дочь Посейдона» — 22 мая 2015 года
10. «Талисман Дельфин-Сити» — 22 мая 2015 года
11. «Плохие волны» — 22 мая 2015 года
12. «Боль в челюстях» — 22 мая 2015 года
13. «Потерянное кольцо» — 22 мая 2015 года

### Второй сезон
1. «Объявлен пропавшим без вести» — 15 июля 2015 года
2. «Провал в памяти» — 15 июля 2015 года
3. «День святого Валентина» — 15 июля 2015 года
4. «Похищен!» — 15 июля 2015 года
5. «Странное явление» — 15 июля 2015 года
6. «Осторожно» — 15 июля 2015 года
7. «Возвращение Белой Русалки» — 15 июля 2015 года
8. «Три дня под водой» — 15 июля 2015 года
9. «Дуэль роботов» — 15 июля 2015 года
10. «Существо из залива» — 15 июля 2015 года
11. «Подводный захват» — 15 июля 2015 года
12. «Непосредственная опасность» — 15 июля 2015 года
13. «В ловушке» — 15 июля 2015 года